# 黑鰭笛鯛
黑鰭笛鯛，為輻鰭魚綱鱸形目鱸亞目笛鯛科的其中一種，分布於西大西洋區，從美國北卡羅萊納州至巴西北部海域，棲息深度20-200公尺，本魚體主要是鮮紅色，較低的兩側和腹部為銀色，鰭黃色至橙色，在胸鰭基部具一個突出的黑色斑點，背鰭硬棘10枚，背鰭軟條14枚，臀鰭硬棘3枚，臀鰭軟條8枚，體長可達75公分，棲息在沙石底質的海域，屬肉食性，以魚類為食，可做為食用魚。

## 擴展閱讀
維基物種上的相關：黑鰭笛鯛